# Protoventuria fimiseda
Protoventuria fimiseda är en svampart som tillhör divisionen sporsäcksvampar, och som först beskrevs av Victor Mouton, och fick sitt nu gällande namn av Margaret E. Barr. Protoventuria fimiseda ingår i släktet Protoventuria, och familjen Venturiaceae. Arten är reproducerande i Sverige.